# True (àlbum d'Avicii)

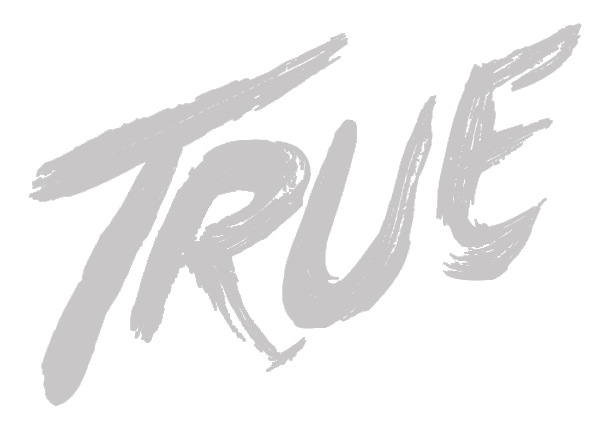

True és l'àlbum debut del músic suec Avicii, que fou publicat el dia 13 de Setembre. Inclou els senzills Wake Me Up, You Make Me, Hey Brother, Addicted To You i Lay Me Down. Al Març del 2014 es va llançar un àlbum de remescles per True, anomenat True: Avicii By Avicii.

## Antecedents
Avicii va estrenar nou cançons totalment inèdites durant la seva actuació al Ultra Music Feestival de Miami al Març del 2013. Entre aquestees cançons hi figuraven Hey Brother i Wake Me Up. Part del públic del festival va escridassar Avicii, ja que no era allò que esperaven d'ell, al que ell va respondre amb la següent publicació a Facebook: Wow, sembla que el meu set de divendres al UMF va causar polèmica. Veig molta gent que no entén que no tota la actuació va ser retransmes, només els últims 40 minuts, amb el nou material pel meu àlbum.
En un set de 75 minuts, vaig portar músics per que actuessin en directe durant 15 minuts en un festival que ha tingut tres dos caps de setmana de música dance initerrompudament. Tenia ganes de fer una cosa divertida i innovadora, que sempre és el meu objectiu, i l'objectiu del meu àlbum és experimentar i mostrar al món les possibilitats infites que sorgeixen de barrejar la música electrònica amb altres estils. Sempre faré la música que m'agrada i que escolto, i és clar que el meu disc no és "country" per haver utilitzat instruments en directe. Cada cançó del disc és una fusió d'un estil amb la música electrònica.
La meva música és per aquells qui vulguin escoltar-la. Moltes gràcies a tots aquells qui vau fer-ho amb el cor i la ment oberts. Els últims mesos he tingut la sort de treballar amb tants artistes talentosos, i tenir-los amb mi per rpesentar el disc va ser increïble. Era la meva primera vegada actuant amb una banda i no podria haver tingut un millor equip.
Al mes d'Abril, Avicii va publicar un mix promocional d'una hora a Soundcloud, on vam poder escoltar les versions d'estudi de les cançons que havia presentat en directe al UMF.

## Senzills

### Wake Me Up
El 28 de juny de 2013 es va publicar oficialment el primer senzill del disc: Wake Me Up, que comptava amb la veu d'Aloe Blacc i la guitarra de Mike Eizinger, del grup Incubus. Es va convertir en un èxit enorme a nivell comercial, arribant al número 1 de més de 30 països (entre els quals Suècia, França, Alemanya, Espanya, Austràlia o el Regne Unit). Va arribar a la quarta posició del Hot 100. Va ser la cançó més exitosa del 2013 en sis europeus (Alemanya, Suècia, Suïssa, Àustria, Bèlgica i Dinamarca). Dos EPs amb un total de 4 remescles (així com la versió extended) van sortir a la venda al llarg del 2013.

### You Make Me
El dia 30 d'Agost es va publicar el segon senzill de True, que seria la cançó You Make Me. Compta amb la veu de Salem al Fakir, amb qui Avicii ja havia col·laborat anteriorment. Va convertir-se en el tercer número 1 que aconseguia a Suècia i va arribar al número 5 al Regne Unit. Diplo amb Ookay i Throttle van ser els encarregats de fer les remescles oficials per aquest senzill.

### Hey Brother
Aquesta pista, on col·labora el cantant de country Dan Tymnski va ser escollida com a tercer senzill del disc. Va ser un gran èxit comercial, arribant al número 1 d'un gran nombre de mercats europeus com Espanya, Suècia, Alemanya. El dia 9 de Desembre es va estrenar el seu videoclip, que va ser nominat als VMAs en la categoria de "millor videoclip amb missatges social". Només es va publicar una remescla oficial de Hey Brother: la de Syn Cole.

### Addicted To You
Addicted to You va ser enviada a les ràdios australianes a finals de 2013 i va ser llançada com a senzill a nivell mundial uns mesos després. La vocalista d'aquesta cançó és Audra Mae. Al Març es va llançar un EP amb sis remescles per Addicted To You, que conté la remescla que el propi Avicii va fer de la cançó així com la que va fer David Guetta. Va ser un èxit considerable, arribant a situar-se entre les deu primeres posicions de mercats principals com França o Alemanya.

### Lay Me Down
Va ser el cinquè i últim senzill de True. En aquesta cançó hi col·laboren el cantant estatunidenc Adam Lambert i el guitarrista Nile Rodgers.

## Tracklist
1. Wake Me Up
2. You Make Me
3. Hey Brother
4. Addicted To You
5. Dear Boy
6. Liar Liar
7. Shame On Me
8. Lay Me Down
9. Hope There's Someone
10. Heart Upon My Sleeve

### Bonus tracks
Entre les diferents edicions del dic hi ha un total de cinc bonus tracks diferents: Edom, Long Road To Hell, Always On The Run, Canyons i All You Need is Love.

### Cançons enregistrades pel disc que van quedar descartades
- Black and Blue - va ser presentada a l'UMF i va aparèixer al mix promocional que Avicii va compartir al Abril, però va quedar fora del disc.
- Stay With You i Change A Thang - Avicii va treballar amb Mike Posner en aquestes dues cançons que van quedar fora del disc.

## True: Avicii By Avicii
El dia 19 de febrer de 2014 el mànager d'Avicii Ash Pornouri va anunciar a instagram el llançament d'aquest disc de remescles publicant una portada (que no és la que es va acabar fent servir) i el tracklist (que sí que és el definitiu). Poc més d'un mes després, el dia 25 de Març, es posaria a la venda True: Avicii By Avicii, on el músic suec remesclava les nou cançons de l'edició estàndard que tenen veu. Aquestes noves versions presenten un so progressive house més proper a la música que Avicii havia llançat abans de True. Es van estrenar videoclips per quatre de les remescles, totalment diferents dels de la versió original: Wake Me Up, You Make Me, Hey Brother i Addicted To You. Per raons desconegudes, el videoclip d'Addicted To You (Avicii by Avicii) va ser esborrat del canal oficial d'Avicii.

### Tracklist
1. Wake Me Up - Avicii by Avicii
2. You Make Me - Avicii by Avicii
3. Hey Brother - Avicii by Avicii
4. Addicted to You - Avicii by Avicii
5. Dear Boy - Avicii by Avicii
6. Liar Liar - Avicii by Avicii
7. Shame On Me - Avicii by Avicii
8. Lay Me Down - Avicii by Avicii
9. Hope There's Someone - Avicii by Avicii